# Windows Server 2003
Windows Server 2003 är ett av Microsofts operativsystem Windows. Operativsystemet introducerades i april 2003 som en efterföljare till Windows 2000.
En större uppdatering av Windows Server 2003, officiellt kallad R2, släpptes 6 december 2005. Den är utgiven som två CD-skivor, där den första är Windows Server SP1 och den andra uppdateringen.

## Historik
Windows Server 2003 lanserades april 2003 och är efterföljaren till Windows 2000 Server. Till skillnad från Windows 2000 Server är dock flera lokala tjänster avstängda från start, vilket ökar säkerheten. Windows Server 2003 är även konstruerad för att vara mera kompatibel med Windows NT 4.0-baserade nätverk.

## Versioner
Det finns fyra olika versioner av Windows Server 2003:

Web Edition      - Går endast att köpa med dator

Standard Edition   - Går att köpa löst

Enterprise Edition  - Går att köpa löst

Datacenter Edition - Går endast att köpa med dator